# Franci Litsingi
Franci Litsingi, uváděný někdy jako Francis Litsingi, (* 9. října 1986, Brazzaville, Konžská republika) je konžský fotbalový záložník a reprezentant, v současnosti hráč klubu FC Zbrojovka Brno.

## Klubová kariéra
Svou fotbalovou kariéru začal v Saint Michel d'Ouenzé, kde se postupně propracoval do A-týmu. V roce 2006 přestoupil do Coton Sport FC de Garoua a o dva roky později podepsal smlouvu s maďarským Újpest FC. V témže roce byl poslán na hostování, které se v roce 2010 změnilo v přestup do jiného maďarského klubu Kecskeméti TE.

### FK Teplice

#### Sezóna 2012/13
V zimním přestupovém období 2012/13 přestoupil na doporučení Zdenka Ščasného do českého klubu FK Teplice. V Gambrinus lize debutoval 22. února 2013 v základní sestavě v utkání proti Dukle Praha (remíza 1:1). V následujícím ligovém kole 2. března vstřelil gól proti domácí Příbrami, ale Teplice soupeři podlehly 1:3. 7. dubna vstřelil další gól ve 22. ligovém kole proti domácí Plzni, na body to nestačilo, Teplice prohrály 1:2. Sezónu 2012/13 Gambrinus ligy završil gólem do sítě domácí Mladé Boleslavi, Teplice porazily soupeře 1. června 2013 v posledním 30. kole 4:0 a trochu napravily dojem z nepříliš vydařené jarní části ročníku.

#### Sezóna 2013/14
21. července 2013 (1. kolo sezóny 2013/14) vstřelil dva góly proti hostujícímu týmu 1. FC Slovácko, zápas skončil vítězstvím Teplic 3:2. V šestém kole 25. srpna skóroval proti Vysočině Jihlava, Teplice vyhrály 4:2. Na začátku sezóny si udržoval stabilně vysokou formu a dařilo se i týmu. Velmi povedený zápas absolvoval 15. září 2013, kdy se zaskvěl gólem a dvěma přihrávkami, měl tak podíl na všech třech brankách Teplic, které porazily FK Baumit Jablonec 3:1. 21. října 2013 vstřelil dva góly domácí Zbrojovce Brno, Teplice ale podlehly v ligovém utkání 2:3. 29. listopadu 2013 svým gólem opět jen mírnil porážku 1:3 v utkání proti týmu 1. SC Znojmo. Podzimní část sezony měl tedy výtečnou formu, zato začátek jarní části byl slabší, během prvních 7 ligových zápasů se střelecky prosadil pouze jednou. Navíc byl policií přistižen v sobotu 5. dubna v ranních hodinách (po vítězném pátečním zápase s 1. FK Příbram) při řízení automobilu v opilosti. Bylo mu naměřeno 1,76 ‰ alkoholu.

### AC Sparta Praha
V létě 2015 přestoupil z Teplic do Sparty Praha, následoval tak trenéra Ščasného. Ve Spartě se během podzimní části Synot ligy 2015/16 příliš neprosadil.

### Gaziantep Büyükşehir Belediyespor
V lednu 2016 vzal zavděk půlročním hostováním s opcí na přestup v tureckém druholigovém klubu Gaziantep Büyükşehir Belediyespor.

### FC Zbrojovka Brno
V létě 2016 odešel jako volný hráč do klubu FC Zbrojovka Brno.

## Reprezentační kariéra
V A-mužstvu Konžské republiky debutoval 3. června 2011 v kvalifikaci na Africký pohár národů 2012 proti domácí Ghaně, Kongo prohrálo 1:3. Ke druhému zápasu nastoupil ve stejné kvalifikaci 4. září 2011 v Brazzaville proti Súdánu (prohra 0:1).
Zúčastnil se Afrického poháru národů 2015. Na turnaji bylo Kongo vyřazeno ve čtvrtfinále Demokratickou republikou Kongo poměrem 2:4, ačkoli vedlo 2:0.